# Modern Könyvtár

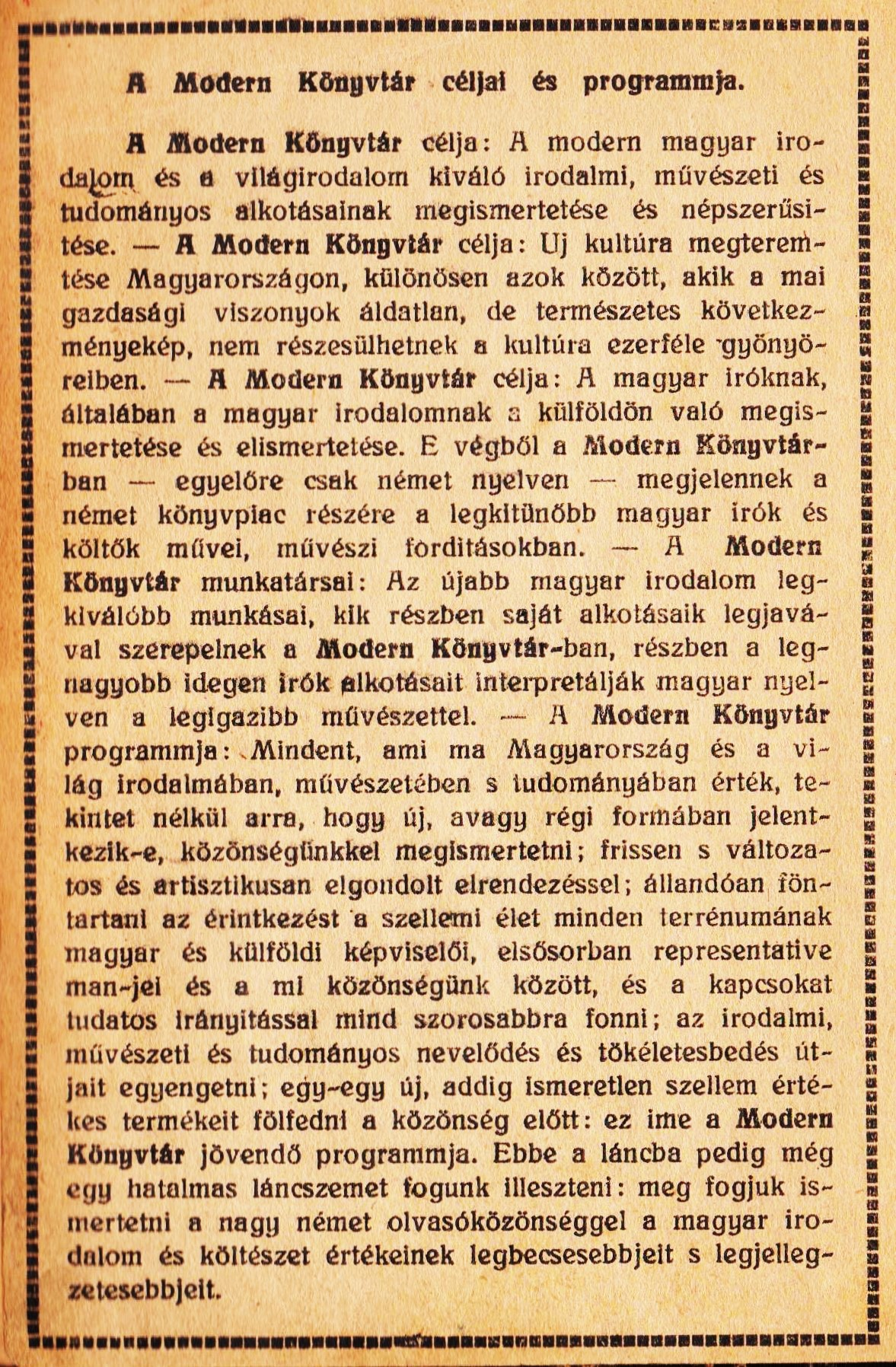
Korabeli hirdetés

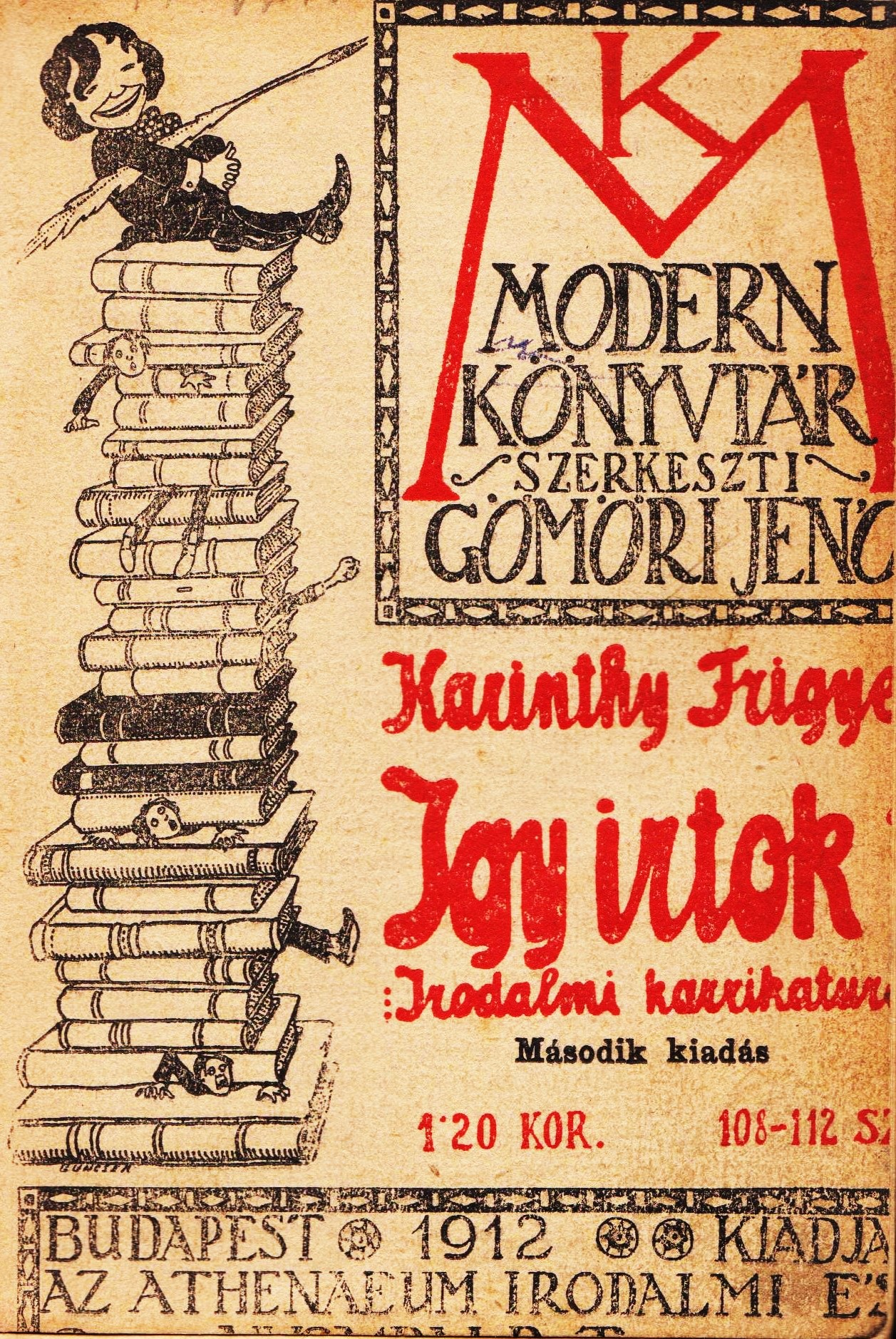
Karinthy Frigyes: Így írtok ti

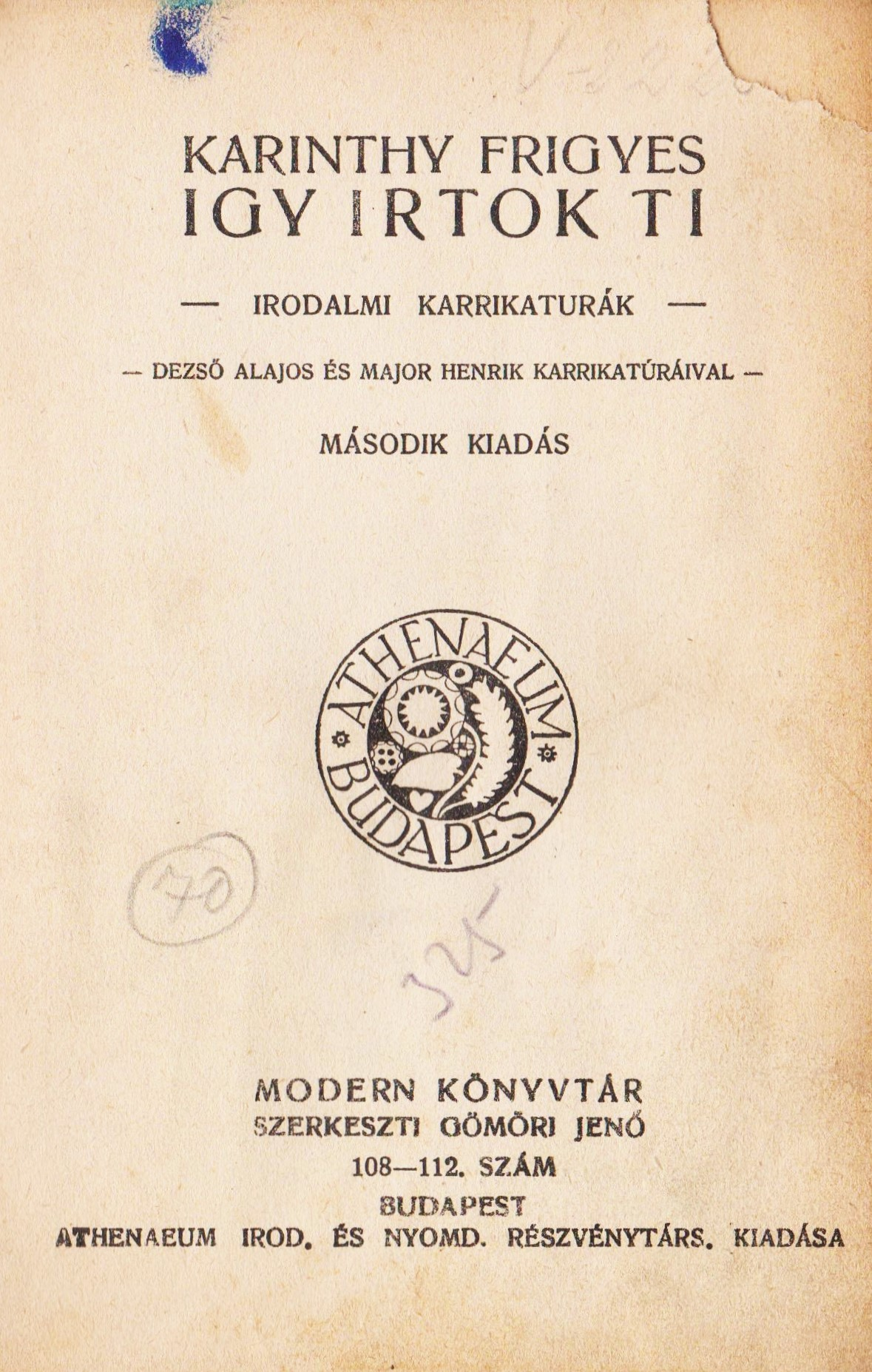
Karinthy Frigyes: Így írtok ti (címlap)

A Modern Könyvtár egy 20. század eleji magyar könyvsorozat volt, szerkesztője Gömöri Jenő Tamás. Az egyes művek 1910 és 1920 között jelentek meg a következő sorrendben:
- 1. sz. Mann Thomas. A boldogság akarása. Novellák. Gömöri Jenő fordítása. (67 l.)
- 2. sz. Pikler Gyula. A lelki élet alaptörvényei. Az eszmélet helye a természetben. (28 l.)
- 3. sz. Kosztolányi Dezső. A szegény kis gyermek panaszai. [Magyar költők I.] (30 l.)
- 4. sz. Wedekind Frank. A hőstenor. Három jelenet. Bánóczi László fordítása. (32 l.)
- 5. sz. Schwarz Gusztáv. Jogi napi kérdések. (32 l.)
- 6. sz. Szini Gyula. Studiumok. Irodalmi és művészeti tanulmányok. (70 l.)
- 7. sz. Nádai Pál. Bágyadt mosolygás. Tárcák. (32 l.)
- 8. sz. Szini Gyula. Vándortáska. (60 l.)
- 9. sz. Bergson Henri. Bevezetés a metafizikába. Fogarasi Béla fordítása. (40 l.)
- 10. sz. Peterdi Andor. A sátor alatt. (48 l.)
- 11–12. sz. Garvay Andor. Becstelen. 3 felvonásos drámai játék. 2. kiadás. (101 l.)
- 13. sz. Biró Lajos. Kis drámák. (64 l.)
- 14. sz. Carducci Giosué költeményei. Zoltán Vilmos fordítása. (30 l.)
- 15. sz. Hildebrand Adolf. A forma problémája a képzőművészetben. Wilde János fordítása. (91 l.)
- 16–17. sz. Nagyapó. [Benedek Elek] Mesék unokáimnak. (95 l.)
- 18. sz. Szederkényi Anna. A kőfalon túl. Kép az életből. (45 l.)
- 19–20. sz. Cholnoky Viktor. Beszélgetések. (119 l.)
- 21. sz. Maeterlick Mór. Szent Antal csodája. 2 felvonásos szatirikus legenda. Cholnoky Viktor fordítása. (31 l.)
- 22. Ego [Fried Margit]: Kleinmann Márta. Novellaciklus. 1911. 60 l.
- 23. Révész Béla: A völgyben. Novellák. 1911. 54 l.
- 24–25. Ibsen Henrik: Rosmersholm. 4 felvonásos színmű. Balogh Vilma fordítása. 1911. 77 l.
- 26. Csokonai Vitéz Mihály: A’ özvegy Karnyóné s két szeleburdiak. – Gerson du Malheureux, vagy az ördögi mesterségekkel találtatott ifjú. Két vígjáték. 1911. 59 l.
- 27–28. Garvay Andor: A pénz. – Egy szobakonyha. Két dráma. 1911. 91 l.
- 29–30. Michaelis Karin: A veszedelmes életkor. Egy negyvenéves asszony naplója. Szederkényi Anna fordítása. 1911. 83 l.
- 31–33. Reinitz Béla: Dalok Ady Endre verseire. Új dalsorozat. 1911. IV, 33 l.
- 34. Schnitzler Artúr: Mici grófnő. Egyfelvonásos vígjáték. Gömöri Jenő fordítása. 1911. 40 l.
- 35. Földes Artúr [Kapos Andor]: A tanító. Egyfelvonásos színjáték. – Horváth Ákos: Pompeji utolsó éje. Egyfelvonásos verses tragédia. 1911. 54 l.
- 36–39. Tolsztoj Leó: Az életről. Nagy Sándor fordítása. 1911. 155 l.
- 40. Nagy Sándor: Az élet művészetéről. 1911. 37 l.
- 41–44. Dosztojevszkij M. Tivadar. A nagybácsi álma. Szabó Endre fordítása. 1911. 160 l.
- 45. Biró Lajos: A sajtó. (Korunk mozgatói. I.) 1911. 42 l.
- 46. Ostwald Wilhelm: Nagy emberek. Fogarasi Béla fordítása. 1911. 44 l.
- 47–48. Schnitzler Artúr: Anatol. Színművek. Biró Lajos–Gömöri Jenő fordítása. 1911. 95 l.
- 49. Kaffka Margit: Csonka regény és novellák. 1911. 58 l.
- 50. Kóbor Tamás: Egyveleg. Novellák. 1911. 64 l.
- 51–52. Lenkei Henrik–Szilágyi Géza: Májusi fagy. 3 felvonásos színmű. 1911. 80 l.
- 53. Harnack Adolf: A szerzetesség ideáljai és története. Bencze János fordítása. 1911. 56 l.
- 54. Kosztolányi Dezső: Őszi koncert. Kártya. (Magyar költők. III.) 1911. 29 l.
- 55. Strindberg [Ágost]: Számum. Gömöri jenő fordítása. – Hartleben: A Lori. Bálint Lajos fordítása. – Heijermans: Ahasvér. Katona Gábor fordítása. Három színmű. 1911.
- 56–57. Bernstein Henri: Utánam… 3-felvonásos színmű. Biró Lajos fordítása. 1911. 90 l.
- 58–59. Audoux Marguerite: Marie Claire. Regény. Kémeri Erzsébet fordítása. 1911. 96 l.
- 60. Révész Béla: A lárva mögött. Proletárnovellák. 1911. 64 l.
- 61. Kunfi Zsigmond: A másik út. Tanulmányok a szociálizmus köréből. 1911. 62 l.
- 62–64. Szabó Ervin: A tőke és a munka harca. 1911. 126 l.
- 65. Somlyó Zoltán: Az átkozott költő. Megbeszélések az Istennel. (Magyar költők. IV.) 1911. 48 l.
- 66–67. Rice, Alice Hegan: A bagdadi vőlegény. Színmű. Cholnoky Viktor fordítása. 1911. 86 l.
- 68. Wied Gusztáv: Circus mundi. Novellák. Zoltán Vilmos fordítása. 1911. 52 1. l.
- 69. Ritoók Emma: Négyen a tűz körül. Novellák. 1911. 64 l.
- 70. Biró Lajos: A császár és más férfiak. Novellák. 1911. 64 l.
- 71–73. Méray Horváth Károly és a magyar politika. (Politika és szociológia.) Az író előszavával és a szerkesztő bevezetésével. 1911. 110 l.
- 74. Csáth Géza: Zeneszerző portrék. 1911. 36 l.
- 75–76. Biró Lajos: Szolgák országa. Regény. 1911. 53 l.
- 77. Nagy Lajos: Az asszony, a szeretője meg a férje. Novellák. 1911. 51, 1 l.
- 78. Simándy Lajos: Az örök küzdelem. színmű. 1911. 76 l.
- 79–81. Tolsztoj Leó: A Kreutzer-szonáta. Regény. Somogyi Ede fordítása. 1911. 109 l.
- 82–83. U. az: Az élő holttest. Dráma 12 képben. Pásztor Árpád fordítása. 1911. 80 l.
- 84. Schnitzler Artúr: Eleven órák. – Irodalom. Két színmű. Harmos Ilona fordítása. 1911. 46 l.
- 85–88. Neményi Bertalan: A magyar nép állapota és az amerikai kivándorlás. A M. T. Akadémia által dicsérettel kitüntetett pályamű. 1911. 156 l.
- 89–90. France Anatole: Epikuros kertje. Helvéth G. fordítása. 86 l.
- 91–92. Balzac, Honoré de: Álarcos szerelem (Regény.) Zoltán Vilmos fordítása. 71 l.
- 93. Hauptmann Gerhart: Elga. (Színmű.) Németh Andor fordítása. 55 l.
- 94. Alba Nevis [Ungár Ila] új versei: Egy szerelmes lány könyvéből. 32 l.
- 95–97. Kosztolányi Dezső: Bolondok. (Elbeszélések.) 128 l.
- 98–99. Maeterlinck Maurice: Aglavaine és Selysette. Ford. és bevezette: Bárdos Artúr. 80 l.
- 100. Rolland Romain: Beethoven élete. Mikes Lajos fordítása. (Nagy emberek I.) 54 l.
- 101. Papini Giovanni válogatott elbeszélései. Zambra Alajos fordítása. 47 1 l.
- 102–103. Strindberg [Ágost]: Pajtások. Négyfelvonásos komédia. Harmos Ilona fordítása. 72 l.
- 104–105. Szilágyi Géza: Könyvek és emberek. Tanulmányok. 95 1 l.
- 106. Ostwald Wilhelm: A tudomány. Kelen Ferenc fordítása. 29 l.
- 107. Gellért Oszkár: Gyüjtemény – verseiből. (Magyar költők. IV.) 56 l.
- 108–112. Karinthy Frigyes: Így írtok ti. Irodalmi karikatúrák. Dezső Alajos–Major Henrik karikatúráival. 191 l.
- 113–115. Capus Alfréd: A nyílsebzette madár. Négyfelvonásos dráma. Adorján Andor fordítása. 111 l.
- 116–117. Bang Herman: Élet és halál. Ford.: Telekes Béla. Bevezette: Feleky Géza. 91 l.
- 118. Kanizsai Ferenc: Bűntársak. Elbeszélések. 64 l.
- 119–120. Gauguin [Paul]: Noa-Noa. Ford.: Majthényi György. Bevezette: Meller Simon. 83 l.
- 121. Courteline Georges: Boubouroche és négy kis bolondság. Kosztolányi Dezső fordítása. 53 l.
- 122. Szemere György: A siralomházban. Egyfelvonásos színmű. 30 l.
- 123–125. Haraszti Gyula: Arany János (Nagy emberek. II.) 118 l.
- 126. Csécsy Imre: Az élet felé. Novellák. 64 l.
- 127. Reichard Piroska: Az életen kívül. (Magyar költők. VII.) 62, 2 l.
- 128. Haraszti Gyula: Madách Imre. (Nagy emberek. III.) 51 l.
- 129–131. Földes Imre: Nincs tovább! Háromfelvonásos színmű. 122 l.
- 132–133. Csáth Géza: Schmith mézeskalácsos. Elbeszélések. 74 l.
- 134–135. Nansen Péter: Mária. A szerelem könyve. Roboz Andorné fordítása. 80 l.
- 136–137. Hegedüs Sándor, ifj.: A kalandor. Háromfelvonásos színmű. 88 l.
- 138–139. Shaw Bernard: S sors embere. Tréfa egy felvonásban. Hevesi Sándor fordítása. Hevesi Sándor Shaw tanulmányával. 80 l.
- 140. Shaw Bernard: Blanco Posnet elárultatása. Melodráma és egyúttal prédikáció egy felvonásban. Hevesi Sándor fordítása.[1912.] 46 l.
- 141–142. Nansen Péter: Boldog házasság. Regény. Kosztolányi Dezső fordítása.[1912.] 76 l.
- 143–149. Schiller Ottó: Bevezetés a biológiai esztétikába. 1912. 198 l.
- 150. Peterdi Andor: A pacsirta énekel. Új versek. (Magyar költők. VIII.) [1912.] 56 l.
- 151. Goldziher Ignác: Az iszlám újabb alakulásai. Tanulmány az iszlám vallástudomány köréből. [1912.] 64 l.
- 152. Pathelin mester. (Bohózat a 15. századból.) Szerzője ismeretlen. (Régi írók. I.) Ford. és színpadra átdolg.: Hevesi Sándor. 122 l.
- 153–155. Ibsen Henrik: Hedda Gabler. Négyfelvonásos színmű.Telekes Béla fordítása. (Teljes magyar Ibsen. II.) [1912.] 122 l.
- 156–157. Schnitzler Artúr: Ködös lelkek. Elbeszélések. Roboz Andorné fordítása. [1912.] 78 [2] l.
- 158–159. Heine [Heinrich]: Atta Troll. (Nyáréji álom.) Karinthy Frigyes fordítása. (Idegen költők. II.) 96 l.
- 160. France Anatole: Történet egy szerencsés emberről, aki néma asszonyt vett feleségül és egyéb novellák. Adorján Andor fordítása. [1912.] 56 l.
- 161–163. Calderon: Úrnő és komorna. Színmű. Kosztolányi Dezső fordítása. (Régi írók. II.) 119 l.
- 164–166. Kormányzóságom története. Utópia Henry George gazdasági rendszere alapján. Angolból ford.: Braun Róbert. [1912.] 132 l.
- 167. Strindberg [Ágost]: Julia kisasszony. Színmű. Bálint Lajos fordítása. 58 l.
- 168. Mann Thomas: Tristan. Kosztolányi Dezső fordítása. [1912.] 56 l.
- 169. Bán Ferenc: A tizenkettedik. Elbeszélések. 61, 1 l.
- 170–173. Hamsun Knut: Regény. Bán Ferencz fordítása. 150 l.
- 174. Lengyel Géza: A csodatevő könyv. Elbeszélések. 64 l.
- 175–177. Szilágyi Géza: Versek. 95, 4 l.
- 178–179. France Anatole: RDainquebille. Színmű. Franyó Zoltán–Rávász Andor fordítása. 47 l.
- 180. Burkhardt Max: Clo méltósága. Vígjáték. Adorján Andor fordítása. 30 l.
- 181. Hofmannsthal Hugo von: A balga és a halál. Somlyó Zoltán fordítása. 32 l.
- 182. Karinthy Frigyes: Ballada a néma férfiakról. Novellák. 30 1 l.
- 183. Biró Lajos: A jövő országútján. Hat újságcikk. 30, 1 l.
- 184–186. Szomory Emil: Komédia. Novellák. 80 l.
- 187–188. Berde Mária: Versek. 36, 4 l.
- 189. Lőrinczy György: Dejanira és más novellák. 32 l.
- 190–191. Szederkényi Anna: A csodálatos sziget. Novellák. 62, 2 l.
- 192–193. Schnitzler Artúr: A pásztorfurulya. Telekes Béla fordítása. 63 l.
- 194–196. Ibsen Henrik: Kis Eyolf. Színmű 3 felvonásban. Coullemont Edit grófné fordítása. (Teljes magyar Ibsen. III.) 73 l.
- 197. Fehér Sándor: A mester. Elbeszélések. 32 l.
- 198–200. Vojnovich Ivó gróf: A napraforgós hölgy. Egy velencei álom 3 felvonásban. Márkus László fordítása. 95 l.
- 201–203. Lukács György: Esztétikai kultúra. Tanulmányok. 91, 1 l.
- 204–205. Kálnoki Izidor: Négylábúak és többlábúak. Állatmesék. 53, 3 l.
- 206–209. Wassermann Jakab: Nagy Sándor Babylonban. Regény. Franyó Zoltán fordítása. 120 l.
- 210–211. Nagy Endre: A pólai győző. Elbeszélések. 46, 1 l.
- 212–214. Hauptmann Gerhart: És Pippa táncol! Mese az üveghutáról 4 felvonásban. Németh Andor fordítása. 77 l.
- 215–216. Kosztolányi Dezső: Beteg lelkek. Elbeszélések. Karintzy Frigyes Kosztolányi-rajzával. 56 l.
- 217–220. Hartleben Ottó Erich: Farsanghétfő. Tragédia 5 felvonásban. Katona Gábor fordítása. 104 l.
- 221. Balázs Béla: Történet a Lógody-utcáról, a tavaszról, a halálról és a messzeségről. 32 l.
- 222–224. Biró Lajos: A háború. Háromfelvonásos drámavázlat. 69, 1 l.
- 225–226. Krúdy Gyula: De Rouch kapitány csodálatos kalandjai. 60 l.
- 227–229. Balzac, Honoré de: Chabert ezredes. Mikes Lajos fordítása. 85 l.
- 230–231. Lagerlöf Selma: Legenda a karácsonyi rózsáról. Legenda a madárfészekről. Friderika kisasszony. Altai Margit fordítása. 40 l.
- 232. Garvay Andor: Víziók. Dráma 1 felvonásban. 32 l.
- 233–236. Földi Mihály: Péterke, Szeppi meg a többiek. Elbeszélések. 117, 3 l.
- 237–242. Ibsen Henrik: A trónkövetelők. Történelmi dráma 5 felvonásban. Puskás Endre fordítása a norvég eredetiből. 180 l.
- 243–244. Lakatos László: A francia menyasszony. Elbeszélések. 62 l.
- 245. Amicis, Edmondo de: Lelkierő. Elbeszélés. Elek Artúr fordítása. 32 l.
- 246–247. Kaffka Margit: Utólszor a lyrán. Új versek. – Anthologia a régebbi versekből. 48 l.
- 248–252. Lázár Béla: Szinnyei Merse Pál. A pleinair festés előfutára. 97 l., 4 t.
- 253–255. Garvay Andor: Bent az erdőb en. Dráma 3 felvonásban. 96 l.
- 256–258. Varjas Sándor: Az álomról. Freud álomelmélete. 79 l.
- 259. Hamsun Knut: New-Foundland zátonyain. Elbeszélések. P. Ábrahám Ernő fordítása. 32 l.
- 260–265. Karinthy Frigyes: Budapesti emlék. Meséskönyv. – Képeskönyv. 127, 3 l.
- 266–267. Németh Andor: Veronika tükre. Legenda. 38 l.
- 268–271. Boutroux Emile: A természettörvény fogalma a jelenkor tudományában és filozófiájában. Fogarasi Béla fordítása. 112 l.
- 272–276. Braun Laurids: Van Zanten boldog évei. Szerelmi regény Pelli szigetéről. Zoltán Vilmos fordítása. 160 l.
- 277–281. Renard Jules: A smokk. Regény. Kosztolányi Dezső fordítása. 155 l.
- 282–284. Stendhal: San Francesco à Ripa. Vannina Vannini. A láda és a kísértet. Elbeszélések. Moly Tamás fordítása. 81 l.
- 285–286. Bacsányi János költeményei. Jubiláris kiadás. Sajtó alá rendezte és a bevezető tanulmányt írta: Váry Rezső. 64 l.
- 287–288. Szilágyi Géza: Ez Pest! 48 l.
- 289–291. Miklós Jenő: Este. Elbeszélések. 94 l.
- 292–295. Bródy Miksa: Klotho. Elbeszélések. 125, 1 l.
- 296–297. Győry Ernő: Áldott legyél te. Drámai színjáték 3 felvonásban. 57 l.
- 298–299. Nagy Lajos: Mariska és János. Elbeszélések. 63, 1 l.
- 300–301. Balázs Béla: Dialógus a dialógusról. 52 l.
- 302–304. Somlyó Zoltán: Sötét baldachin. Karinthy Frigyes rajzával és előszavával. (Magyar költők, XIII.) 69, 1 l.
- 305–307. Bing E. J.: A cserkészet útmutatója. 67, 1 l., 1 t.
- 308–310. Kálnoky Izidor [Vulpes]: Füst és hamu. 86, 1 l.
- 311–313. Sinclair Upton: Az elítélt. Regény. Schöner Dezső fordítása az eredetiből. 67 l.
- 314–315. Karinthy Frigyes: Találkozás egy fiatal emberrel. Elbeszélések. 61 l.
- 316–318. Mann Thomas: Kröger Tonio. Földi Mihály fordítása. 76 l.
- 319–320. Vass Richard: A molaravölgyi Adonisz. Zoltán Vilmos fordítása. 59 l.
- 321–323. Balázs Béla: Az utolsó nap. Dráma 4 felvonásban. 86 1 l.
- 324–326. Wells H. G.: Tengerkisasszony. Vázlat holdfényben. Az angol eredetiből fordította: Karinthy Frigyes. 80 l.
- 327–328. Prévost Marcell: Asszonyi dolgokról. Balla Ignác fordítása. 64 l.
- 329–332. Hernstein Henri: A titok. Színmű 3 felvonásban. Adorján Andor fordítása. 122 l.
- 333–335. Schnitzler Artúr: A préda. Színmű 3 felvonásban. Salgó Ernő fordítása. 83 l.
- 336–339. Füst Milán: Változtatnod nem lehet. Versek. 123 l., 1 t.
- 340–341. Hoffmannsthal Hugo von: A költő és a ma. – Levél. Két tanulmány. Lányi Viktor fordítása. 47 l.
- 342–345. Relle Pál: Örök emlékek. Elbeszélések. 109, 1 l.
- 346–347. Krúdy Gyula: Csurli és társai. Elbeszélések. 60 l.
- 348–350. Cserna Andor: Parsifal. Wagner Richárd ájtatos ünnepi színjhátékának irodalmi és zenei ismertetése. Számos kótaidézettel. 62, 2 l.
- 351–352. Ujhelyi Nándor: Arisztokratizmus. Némely hanyag és töredékes eszméje Theodor d’Yhkassar úriembernek. 56 l.
- 353–355. Herford C. H.: Shakespeare. Sebestyén Edéné fordítása. 83 1 l.
- 356–359. Kuprin Sándor: Oleszja (Regény.) Lengyel Géza fordítása. 98 l.
- 360–362. Tagore Rabindranath költői műveiből. Kelen Ferenc fordítása angolból. 70 l., 1 t.
- 363–367. Erasmus: A balgaság dícsérete. (Encomium moriae.) Latinból fordította, bevezette és jegyzetekkel ellátta: Szabó András. 143 l.
- 368–369. Strindberg [Ágost]: A jarl. Sebestyén Károlyné fordítása. 43, 1 l.
- 370–373. Karinthy Frigyes: Grimasz. Szatirák és humoreszkek. 128 l.
- 374–378. Csehov Antal: Dráma a vadászaton (Hátrahagyott regény.) Balla Mihály fordítása. 163 l.
- 379–380. Vér Mátyás: Anatole France. 52 l., 1 t.
- 381–383. Lenkei Henrik: Évgyűrűk. Versek. 81, 3 l.
- 384–386. Vernon H. M.–Owen Harold: A mandarin. színmű 3 felvonásban. Salgó Ernő fordítása. 66 l.
- 387–388. Schiller Ottó: A szépség lényege és értéke. Két dolgozat. 44, 1 l.
- 389–390. Keller Gottfried: Ruha teszi az embert. Ormos Ede fordítása. 52 l.
- 391–392. Kemény Simon: Balkon. (Magyar költők. XVI.) 41 l., 1 t.
- 393. Bródy Sándor: A felboncolt szív. Elmélkedések, 29, 1 l.
- 394–395. Gajáry István: Az utolsó Drághfy és egyéb elbeszélések. 60 l.
- 396–397. Szini Gyula: Napoleon szerelmei. 48. l.
- 398–400. Miklós Jenő: A kék budoár. Elbeszélések. 93, 2 l.
- 401–402. Lázár Miklós: Varieté. 64 l.
- 403–406. Pakots József: Egy karrier története. Komédia 4 felvonásban. 108. l.
- 407–400. Décsi Imre: A nagyságos asszony idegei. Kézikönyv ideges pestiek és más mindenki számára. 106, 1 l.
- 411–413. Tristan Bernard: Az apacsa. 3 felvonásos komédia. Adorján Andor fordítása. 96 l.
- 414–416. Radó Emanuel: Pesti séták. 88 l.
- 417–420. Keller Gottfried: Hét legenda. Fordította és bevezette: Váry Rezső. 101, 1 l.
- 421–422. Méray-Horváth Károly: Ritta meséi. 47, 1 l.
- 423–425. Máday Andor: A háború és a béke szociológiája. 1913. 96 l.
- 426–427. Krúdy Gyula: Első szerelem. Elbeszélések. 1914. 52 l.
- 428–431. Jensen Hermann: A csatatér árnyai. Dán regény. Ford.: Bozóky Alajos. 1914. 110 l.
- 432–433. Hofmannsthal Hugo v.: Tizian halála. Erkélyjelenet. Franyó Zoltán fordítása. 54 l.
- 434–436. Heine Henrik: Firenzei éjszakák. Ford.: Balla Ignác. 72 l.
- 437–438. Kálnoki Izidor: Háborús tréfák. 48 l.
- 439–440. Karinthy Frigyes–Emőd Tamás: A vándor katona: Ünnepesti történet. 33 l.
- 441–443. Sinclair Upton: Az iparbáró, egy amerikai milliomos életének története. Ford.: Sárosi Bella. 76 l.
- 444–446. Davis Richard Harding: A vöröskeresztes leány és egyéb elbeszélések. Angolból ford.: Esty Jánosné. 96 l.
- 447–448. Doyle Conan Artúr: „Veszedelem“. Elbeszélés Angolország inségéről. Ford.: Siró György. 45 l.
- 449–453. Karinthy Frigyes: Beszéljünk másról. Újabb karcolatok. 122 l.
- 454–455. Szilágyi Géza: A háború mellől. Tollrajzok. 62, 1 l.
- 456. Asch Salom: Föld. Történet. Orosz-lengyelországból. Ford.: Balla Mihály. 16 l.
- 457–459. Szomory Emil: Sárossy, municiót! És egyéb harctéri levelek. 77 l.
- 460–461. Karinthy Frigyes: A repülő ember. Wittmann Viktor emléke. (A pilóta arcképével.) 45 l.
- 462–463. Szemelvények a Koránból. Ford., bev. és jegyzetekkel ell.: Endrei Gerzson. 49, 1 l.
- 464–467. Pilisi Lajos: A kárpáti harcokból. 122, 1 l.
- 468–470. Szomory Emil: Havasi gyopár és egyéb levelek az olasz hadiszíntérről. 79 l.
- 471–476. Bonkáló Sándor: A szlávok. A szláv népek és a szláv kérdés ismertetése. 153 l.
- 477–480. Tharaud-Jérôme Jean: Dingley, a hírs-neves író. Regény. Ford.: Fehér Sándor. 165 l.
- 481–485. Schubert Franz: A szép molnárlány. Dalciklus. Wilh. Müller szövegére. Lányi Viktor fordításában, a dallamok kottájával. Molnár Géza bevezető-tanulmányával. 1915. 68, 1 l.
- 486–489. Kálnoki Izidor [Vulpes]: Újságíróiskola. 102, 2 l.
- 490–492. Pogány József: A meghódított Orosz Lengyelországon keresztül.65, 1 l.
- 493–495. Nagy Samu: A Kárpátokból. Háborús visszhang. 74, 1 l.
- 496–498. Barta János: Az ige terjedése. 76 l.
- 499–500. Dobos István: Repülőgéppel a fronton. Egy hadipilóta feljegyzései. 47 l.
- 501–504. Bibó István: Nietzsche. Tanulmány. 101 l.
- 505–507. Hegedüs Sándor, ifj.: Az élet tüze. Kelet regéje. 77, 1 l.
- 508–509. Wilde Olszkár verseiből. Ford.: Babits Mihály. 50, 1 l.
- 510–511. Szederkényi Anna: Laterna magika. Két fantasztikus jelenet. 47 l.
- 512–514. Villányi Andor: Legenda. 93, 2 l.
- 515–518. Doyle Conan Artúr: A méregöv. Angolból ford.: Esty Jánosné. 117 l.
- 519. France Anatole: Kék szakáll két felesége. Ford.: Csetényi Erzsi. 38 l.
- 520–522. Lakatos László: A pók. Elbeszélések. 89, 1 l.
- 523. Karinthy Frigyes: A bűvös szék. Komédia 1 felvonásban. 1918. 28 l.
- 524–525. Berkes Imre: Bülbül hadnagy. Néhány drága nap Galiciából. 71 l.
- 526–529. Gaál Mózes, ifj.: Fata morgana. 5 elbeszélés. 103, 1 l.
- 530–532. Erdődy Elek: Simorka Ulrik orgonista históriája. Regény. 63, 1 l.
- 533–535- Kassák Lajos: Egy szegény lélek megdicsőülése és még hét novella. 76, 1 l.
- 536–538. Hoffmann E. T. A.: Az arany cserép. Ford.: ifj. Gaál Mózes. 105 l.
- 539–540. Jensen J. v.: Álomszuszékok és egyéb elbeszélések. Ford.: Görög Ilona. 1918. 65 l.
- 541–543. Louys P.–Frondaie P.: Az asszony és a bábú. Színmű. Ford.: Heltai Jenő. 1919.
- 544–547. Bródy Sándor: Egy férfi vallomásai. 1918. 96 l.
- 548–549. Arcübasev: Fehér havon. Fordította: ifj. Bókay János. 1918. 65, 1 l.
- 550–553. Krúdy Gyula: Kánaán könyve. 1919. 102 l.
- 554–557. Wilde Oszkár: A kritikus mint művész. Ford.: Halasi Andor. 1919. 99 l.
- 558–559. Szegedi István: Gyöngyvirág. Versek. 1919. 48 l.
- 560–562. Taine Hippolit: Bonaparte Napoleon. Ford.: Baglyasi Béla. 1919. 95 l.
- 563–565. Pontoppidan: Márta, az ördög leánya. Ford.: Schöpflin Aladár. 92 l.
- 566–567. Fáy András: A vér. Regény. 1919. 38 l.
- 568–570. Nietzsche Frigyes: A vidám tudomány, szemelvényekben. Ford.: Sebestyén Károly. 1919. 96 l.
- 571–573. Poritzky J. E.: Novellák. Ford.: Sztrókay Kálmán. 1919. 92 l.
- 574–575. Hamsun Knut: A szerelem rabszolgái. Ford.: ifj. Bókay János. 1919. 62, 1 l.
- 576–579. Szini János: A smaragd és egyéb elbeszélések. 1919. 112 l.
- 581–581. Balzac Honoré de: Két elbeszélés. Sarassine – Facino Cane. Ford.: Kosztolányi Dezső. 61 l.
- 582–584 Andrejev Leonid: Júdás. Ford.: Benedek Marcell. 1919. 87 l.
- 585–587. Ormos Ede: A tanyától a városig. 1919. 38 l.
- 588–590. Mereskovszkij Szergejevics Dimitrij: Michel-Angelo. Elbeszélés a reneszánsz korából. Ford.: Sebestyén Ede. 1919. 75 l.
- 591–594. Flers. Caillavet–Rey: A legszebb kaland. Vígjáték 3 felvonásban. Ford.: Heltai Jenő. 1919. 118 l.
- 595–597. Szekula Jenő: Pokol. 1919. 96 l.
- 598–601. Snitzler Artúr: Szavak komédiája. 3 egyfelvonásos. Ford. Mária Sándor. 1920. 120 l.
- 602–605. Füst Milán: Nevetők. Elbeszélés. 1920. 119 l.
- 606–609. Garrick Sydney: Szerelem vására. Amerikai történet 7 képben. Ford.: Vajda Ernő. 1920. 113 l.
- 610–612. Mérimée Prosper: Carmen. Ford.: Sztrókay Kálmán. 1920. 80 l.
- 613–614. Csató Károly: Giarion. 1920. 32 l.
- 615–617. Tagora Rabindranath: Volt egyszer egy király. Ford.: Wildner Ödön. 1920. 88 l.
- 618–621. Fodor László: Fuvolás férfi. 1920. 114, 1 l.
- 622. Clémenceau Georges: A boldogság fátyola. Színmű 1 felvonásban. Ford.: Heltai Jenő. 1920. 32 l.
- 623–625. Komáromi János: Szegénylegények. 1920. 85, 1 l.
- 626–628. Twain Mark: Wicklow, a kém és más történetek. Ford.: Bálint Lajos. 1920. 82, 1 l.
- 629–631. Kosztolányi Dezső: Béla, a buta. Újabb elbeszélések. 1920. 84, 1 l.
- 632–634. Nagy Samu: Plágium. Elbeszélések. 1920. 70 l.
- 635–640. Falu Tamás: Küszöb. Az Athenaeum regénypályázatának5000 koronás díjával jutalmazott munka. 1920. 174 l.
- 641–643. Arató Erzsi: Tavaszi requiem. Az Athenaeum regénypályázatán megdicsért munka. 1920. 68 l.
- 644–645. Busoni Ferruccio: Vázlatok a zeneművészet új esztétikájához. Ford.: Kenessei Sándor. 1920. 55 l.
- 646–647. Kárpáti Aurél: A bihari remete és egyéb történetek. 1920. 64 l.
- 648–651. Hajó Sándor: A pletyka. Komédia 3 felvonásban. 1920. 103 l.